# Venice Gardens
Venice Gardens és una concentració de població designada pel cens dels Estats Units a l'estat de Florida. Segons el cens del 2000 tenia 7.466 habitants.

## Demografia
Segons el cens del 2000, Venice Gardens tenia 7.466 habitants, 3.528 habitatges, i 2.342 famílies. La densitat de població era de 1.153,1 habitants/km².
Dels 3.528 habitatges en un 16,8% hi vivien nens de menys de 18 anys, en un 55,7% hi vivien parelles casades, en un 8,1% dones solteres, i en un 33,6% no eren unitats familiars. En el 28,4% dels habitatges hi vivien persones soles el 19,4% de les quals corresponia a persones de 65 anys o més que vivien soles. El nombre mitjà de persones vivint en cada habitatge era de 2,12 i el nombre mitjà de persones que vivien en cada família era de 2,52.
Per edats la població es repartia de la següent manera: un 14,5% tenia menys de 18 anys, un 3,9% entre 18 i 24, un 19,1% entre 25 i 44, un 25,3% de 45 a 60 i un 37,2% 65 anys o més.
L'edat mediana era de 55 anys. Per cada 100 dones de 18 o més anys hi havia 84,2 homes.
La renda mediana per habitatge era de 38.807 $ i la renda mediana per família de 45.911 $. Els homes tenien una renda mediana de 28.790 $ mentre que les dones 26.000 $. La renda per capita de la població era de 21.440 $. Entorn del 3,3% de les famílies i el 5,8% de la població estaven per davall del llindar de pobresa.

## Poblacions més properes
El següent diagrama mostra les poblacions més properes.